# Golfingia anderssoni
Golfingia anderssoni är en stjärnmaskart som först beskrevs av ThTel 1911.  Golfingia anderssoni ingår i släktet Golfingia och familjen Golfingiidae. Inga underarter finns listade i Catalogue of Life.